# ハリデーヴァ
ハリデーヴァ（サンスクリット語: हरिदेव, ラテン文字転写: Harideva, クメール語: ហរិទេវ, 生年不詳 - 1149年）は、チャンパ王国（占城国）第11王朝の国王（在位：1145年 - 1149年）。

## 生涯
クメール王スーリヤヴァルマン2世の妃の弟で、クシャトリヤに属していた。1145年にクメール軍がチャンパの王都ヴィジャヤを占領すると、義兄のスーリヤヴァルマン2世によって王に擁立された。
1147年に南のパーンドゥランガでジャヤ・ハリヴァルマン1世が即位すると、スーリヤヴァルマン2世の命を受けて、クメール人とチャム人から成る軍をスーリヤヴァルマン2世の将軍であるセーナーパティ・シャンカラに率いさせて送り込んだが、翌1148年にラージャプラの野チャクリャンでジャヤ・ハリヴァルマン1世の軍に敗北を喫し、後に「千倍強い」と形容された軍もまたヴィラプラで敗れた。
翌年、北方に攻め込んできたジャヤ・ハリヴァルマン1世にヴィジャヤおよびマヒシャの野で敗北し、捕らえられてその将兵と共に殺害された。

## 参考資料
- George Cœdès (May 1, 1968). The Indianized States of South-East Asia. University of Hawaii Press. ISBN 978-0824803681
- Bruce McFarland Lockhart; Kỳ Phương Trần (January 1, 2011). The Cham of Vietnam: History, Society and Art. National University of Singapore Press. ISBN 978-9971-69-459-3
- George C. Kohn (October 1, 2006). Dictionary of Wars (3rd ed.). Infobase Publishing. ISBN 978-0816065783
- Michael Vickery (March 2005). “Champa revised”. ARI Working Paper (Asia Research Institute, National University of Singapore) (37).
- 石井米雄、桜井由躬雄 編『東南アジア史 I 大陸部』山川出版社〈新版 世界各国史 5〉、1999年12月20日。ISBN 978-4634413504。

| スタブアイコン | サブスタブ | この項目は、まだ閲覧者の調べものの参照としては役立たない、人物に関連した書きかけの項目です。この項目を加筆・訂正などしてくださる協力者を求めています（P:人物伝/PJ:人物伝）。 |